# Gentleman (cantor)

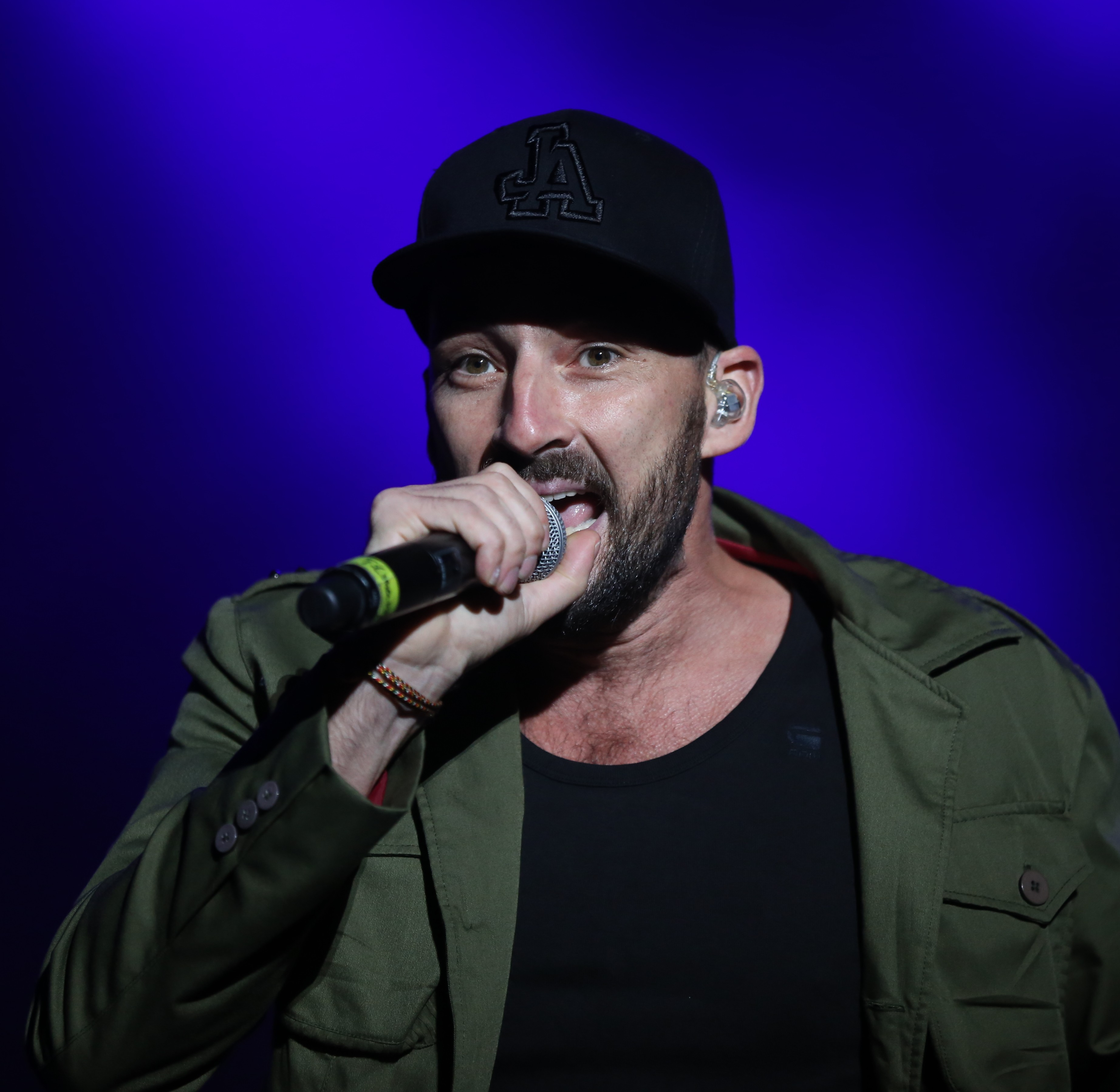
Gentleman (2013)

Gentleman, pseudónimo de Otto Tilmann (Osnabrück, 19 de abril de 1975) é um cantor reggae Jamaicano nascido na Alemanha.

## Discografia

### Álbuns
- 1999: Trodin On (Ger #59)
- 2002: Journey to Jah (Ger #14 ouro)
- 2003: Runaway EP (Ger #65)
- 2003: Gentleman And The Far East Band (Live CD/DVD) (Ger #15)
- 2004: Confidence (Ger #1 platina)
- 2007: Another Intensity (Ger #2)
- 2010: Diversity (Ger #1)
- 2014: MTV Unplugged

### Singles
- 1998: Tabula Rasa (featuring Freundeskreis) (Ger #13)
- 1999: In The Heat of The Night
- 1999: Jah Jah Never Fail
- 2002: Dem Gone (Ger #81)
- 2004: Leave Us Alone (Ger #78)
- 2003: Widerstand (com Curse) (Ger #45)
- 2003: Rainy Days (com Tamika & Martin Jondo) (Ger #88)
- 2004: Superior (Ger #20)
- 2004: Isyankar (com Mustafa Sandal) (Ger #6)
- 2005: Intoxication (Ger #33)
- 2005: Send A Prayer (Ger #75)
- 2005: Why cry (a hungry man is an angry man) (com Afu-Ra)
- 2006: On We go (Ger #58)
- 2007: Different Places (Ger #42)
- 2007: Serenity
- 2008: Soulfood / Lack of Love (Ger #42)
- 2010: It No Pretty (Ger #19)
- 2010: I Got to Go
- 2010: To the top (feat. Christopher Martin) (Ger #16)